# Evans (Familienname)
Evans ist ein englischer Familienname.

## Herkunft und Bedeutung
Evans bedeutet „Sohn des Evan“ (walisisch für Johannes).

## Verbreitung
Der Schwerpunkt der Verbreitung liegt in Südwales.

## Namensträger

### A
- Aja Evans (Schauspielerin) (* 1978), US-amerikanische Schauspielerin
- Aja Evans (Bobfahrerin) (* 1988), US-amerikanische Bobsportlerin
- Alan Evans (1949–1999), walisischer Dartspieler
- Alana Evans (* 1976), US-amerikanische Pornodarstellerin
- Albert Evans († 2015), US-amerikanischer Tänzer
- Albert Evans-Jones (1895–1970), walisischer Dichter
- Alec Evans (* 1939), australischer Rugbyspieler und -trainer
- Alexander Evans (1818–1888), US-amerikanischer Politiker
- Alexander William Evans (1868–1959), US-amerikanischer Botaniker
- Alice Catherine Evans (1881–1975), amerikanische Mikrobiologin
- Alice Evans (Schauspielerin) (* 1971), britisch-amerikanische Schauspielerin
- Alice Evans (Futsalspielerin) (* 1994), walisische Futsalspielerin
- Allan Evans (Cricketspieler) (1897–1955), australischer Cricket- und Fußballspieler
- Allan Evans (Sänger) (1941–2018), US-amerikanischer Sänger (Bassbariton)
- Allan Evans (Fußballspieler) (* 1956), schottischer Fußballspieler
- Allan Evans (Musikwissenschaftler) (* 1956), US-amerikanischer Musikwissenschaftler und Musikproduzent
- Allen Roy Evans (auch Allan Roy Evans; 1885–1965), kanadischer Schriftsteller
- Alun Evans (Fußballspieler, 1949) (* 1949), englischer Fußballspieler
- Alun Evans (Fußballspieler, 1965) (* 1965), neuseeländischer Fußballspieler
- Alun Evans (Mediziner), Mediziner
- Alvin Evans (1845–1906), US-amerikanischer Politiker
- Andrew Evans (* 1991), US-amerikanischer Diskuswerfer
- Andy Evans (* 1951), US-amerikanischer Automobilrennfahrer
- Anthony Evans (* 1969), australischer Skilangläufer
- Antony Evans (* 1998), englischer Fußballspieler
- Art Evans (Arthur James Evans; * 1942), US-amerikanischer Schauspieler
- Arthur Evans (1851–1941), britischer Archäologe
- Arthur Evans (Autor) (1942–2011), amerikanischer LGBT-Aktivist und Autor
- Arthur B. Evans (* 1948), amerikanischer Sprachwissenschaftler und Herausgeber
- Arthur Humble Evans (1855–1943), britischer Vogelkundler
- Ashley Evans (* 1994), US-amerikanische Volleyballspielerin
- Augusta Jane Evans Wilson (1835–1909), US-amerikanische Schriftstellerin

### B
- Ben Evans (* 1975), walisischer Rugbyspieler
- Bert Evans (1921–2013), britischer Soldat
- Bill Evans (Landschaftsarchitekt) (1910–2002), US-amerikanischer Landschaftsarchitekt
- Bill Evans (Pianist) (1929–1980), US-amerikanischer Jazzpianist
- Bill Evans (Posaunist) (1936–2019), US-amerikanischer Jazzmusiker
- Bill Evans (Saxophonist) (* 1958), US-amerikanischer Saxophonist
- Billy Evans (Baseballschiedsrichter) (William George Evans, genannt The Boy Umpire; 1884–1956), US-amerikanischer Baseballschiedsrichter
- Billy Evans (Basketballspieler) (William Best Evans; 1932–2020), US-amerikanischer Basketballspieler
- Billy Lee Evans (* 1941), US-amerikanischer Politiker
- Blair Evans (* 1991), australische Schwimmerin
- Bob Evans (Schauspieler) (Robert D. Evans; 1903–1961), US-amerikanischer Schauspieler
- Bob Evans (Rugbyspieler) (Robert Thomas Evans; 1921–2003), walisischer Rugby-Union-Spieler
- Bob Evans (Ingenieur) (1927–2004), US-amerikanischer Ingenieur und Industriemanager
- Bob Evans (Rennfahrer) (Robert Evans; * 1947), englischer Automobilrennfahrer
- Bob Evans (Musiker) (eigentlich Kevin Mitchell; * 1977), australischer Singer-Songwriter
- Bobby Evans (Fußballspieler, 1885) (Robert Ernest Evans; 1885–1965), englischer Fußballspieler
- Bobby Evans (Fußballspieler, 1927) (Robert Evans; 1927–2001), schottischer Fußballspieler und -trainer
- Bobby Evans (Footballspieler)  (* 1997), US-amerikanischer American-Football-Spieler
- Brad Evans (Fußballspieler) (* 1985), US-amerikanischer Fußballspieler
- Brad Evans (Radsportler) (* 1992), neuseeländischer Radsportler
- Brendan Evans (* 1986), US-amerikanischer Tennisspieler
- Brennan Evans (* 1982), kanadischer Eishockeyspieler
- Bruce A. Evans (* 1946), US-amerikanischer Drehbuchautor, Filmregisseur und -produzent

### C
- Cadel Evans (* 1977), australischer Radrennfahrer
- Cameron Evans (* 1984), kanadischer Radrennfahrer
- Caradoc Evans (1878–1945), britischer Autor
- Carl Evans (Segler) (* 1990), neuseeländischer Segler
- Carl T. Evans (* 1968), US-amerikanischer Schauspieler
- Carl T. Evans (* 1968), US-amerikanischer Schauspieler
- Cerith Wyn Evans (* 1958), britischer Konzeptkünstler, Bildhauer und Filmemacher
- Charles Evans (Schauspieler) (1885–1974), amerikanischer Schauspieler
- Charles Evans (Bergsteiger) (1918–1995), britischer Mediziner und Bergsteiger
- Charles Evans (Unternehmer) (1926–2007), amerikanischer Unternehmer, Modeschöpfer und Filmproduzent
- Charles Evans Jr. (* 1963), amerikanischer Filmproduzent und -regisseur
- Charles Evans (Musiker), US-amerikanischer Jazzmusiker
- Charles Evans (Wrestler) (The Hammer), US-amerikanischer Wrestler
- Charles R. Evans (1866–1954), amerikanischer Politiker
- Ched Evans (* 1988), walisischer Fußballspieler
- Chick Evans (1890–1979), US-amerikanischer Golfspieler
- Chris Evans (Musiker) (1940–2022), britischer Musiker, Komponist und Produzent
- Chris Evans (Eishockeyspieler) (Christopher Bruce Evans; 1946–2000), kanadischer Eishockeyspieler
- Chris Evans (Fußballspieler) (* 1962), walisischer Fußballspieler
- Chris Evans (Moderator) (Christopher James Evans; * 1966), britischer Fernsehmoderator
- Chris Evans (Politiker) (* 1976/1977), britischer Politiker
- Chris Evans (Christopher Robert Evans; * 1981), US-amerikanischer Schauspieler
- Christine Evans (Dichterin) (* 1943), britische Lyrikerin
- Christine Evans, Geburtsname von Christine Stewart (* um 1950), schottische Badmintonspielerin
- Christine Evans (Musikerin) (* 1990), kanadische Sängerin und Songwriterin
- Christopher Evans (Krimineller) (1847–1917), US-amerikanischer Eisenbahnräuber und Mörder, siehe Folsom State Prison #Bekannte Gefangene
- Christopher Evans (Theologe) (Christopher Francis Evans; 1909–2012), britischer Theologe
- Christopher Evans (Autor) (* 1951), britischer Schriftsteller
- Christopher Evans (Unternehmer) (* 1957), britischer Biotechnologieunternehmer
- Christopher Evans (Politiker) (* 1958), australischer Politiker
- Christopher Evans (Spezialeffektkünstler), US-amerikanischer Spezialeffektkünstler
- Christopher Riche Evans (1931–1979), britischer Psychologe, Informatiker, Sachbuchautor und Herausgeber
- Chuck Evans (Charles Lee Evans; * 1971), deutsch-US-amerikanischer Basketballspieler und -trainer
- Clara Evans (* 1993), britische Leichtathletin
- Clark Evans (* 1990), US-amerikanischer American-Football-Spieler
- Clay Evans (* 1953), kanadischer Schwimmer
- Clement Anselm Evans (1833–1911), US-amerikanischer General, Jurist, Historiker und Politiker
- Clifford Evans (1912–1985), britischer Schauspieler
- Corry Evans (* 1990), nordirischer Fußballspieler

### D
- Dale Evans (1912–2001), US-amerikanische Schauspielerin und Sängerin
- Daniel Evans (Zahnmediziner) (Daniel T. Evans), US-amerikanischer Zahnmediziner
- Daniel Evans (Schauspieler) (Daniel Gwyn Evans; * 1973), britischer Schauspieler
- Daniel Evans (Tennisspieler) (* 1990), britischer Tennisspieler
- Daniel J. Evans (1925–2024), US-amerikanischer Politiker
- Daniel Simon Evans (1921–1998), britischer Sprachwissenschaftler und Hochschullehrer
- Dave Evans (* 1953), britischer Rocksänger
- Dave Evans (Rennfahrer), US-amerikanischer Automobilrennfahrer
- David Evans (Künstler) (1893–1959), britischer Bildhauer und Maler
- David Evans (Mikrobiologe) (1909–1984), britischer Mikrobiologe
- David Evans (Offizier) (1924–2020), britischer Air Chief Marshal
- David Evans (Chemiker) (David A. Evans; 1941–2022), US-amerikanischer Chemiker
- David Evans, Baron Evans of Watford (* 1942), britischer Politiker und Unternehmer
- David Evans (Musikwissenschaftler) (* 1944), US-amerikanischer Bluesmusiker und -forscher
- David Evans (Bischof) (* 1953), britischer Geistlicher, Weihbischof in Birmingham
- David Evans (Unternehmer), britischer Unternehmer
- David Evans (Filmregisseur) (* 1962), britischer Filmproduzent und -regisseur
- David Evans (Rugbyspieler) (* 1965), walisischer Rugby-Union-Spieler
- David Evans (Leichtathlet) (* 1969), australischer Langstreckenläufer
- David Evans (Squashspieler) (* 1974), walisischer Squashspieler
- David Evans (Dartspieler) (* 1989), englischer Dartspieler
- David C. Evans (Informatiker) (1924–1998), amerikanischer Informatiker
- David C. Evans (Paläontologe) (* 1980), kanadischer Paläontologe
- David Ellicott Evans (1788–1850), US-amerikanischer Politiker
- David Howell Evans, eigentlicher Name von The Edge (* 1961), britisch-irischer Gitarrist
- David M. Evans (* 1962), US-amerikanischer Filmregisseur und Drehbuchautor
- David R. Evans (1769–1843), US-amerikanischer Politiker
- David Richard Evans (* 1961), britischer Politiker
- David Stanley Evans (1916–2004), britischer Astronom
- David W. Evans (* 1946), US-amerikanischer Politiker
- Dean Evans (Hockeyspieler) (* 1967), australischer Hockeyspieler
- Dean Evans (Komponist) (* 1971), britischer Komponist
- Dean Evans (Fußballspieler) (* 1990), australischer Fußballspieler
- Deborah Evans, Filmproduzentin
- De Lacy Evans (1787–1870), britischer General und Politiker
- Denny Evans (* vor 1950), US-amerikanischer Drehbuchautor und Filmproduzent
- De Scott Evans (1847–1898), US-amerikanischer Maler
- Derrick Evans (* 1985), US-amerikanischer Politiker
- Diana Evans (* um 1971), britische Schriftstellerin
- Dixie Evans (1926–2013), US-amerikanische Tänzerin
- Doc Evans (1907–1977), US-amerikanischer Jazzmusiker
- Donald D. Evans (1927–2018), kanadischer Philosoph, Psychotherapeut und geistlicher Berater
- Donald Evans (Musiker) (1961–2009), US-amerikanischer Musiker
- Donald Leroy Evans (1957–1999), US-amerikanischer Serienmörder
- Donald Louis Evans (* 1946), US-amerikanischer Politiker
- Donald Randell Evans (1912–1975), britischer General
- Dorothy Evans (1888–1944), englisch-britische Suffragette und feministische Aktivistin
- Doug Evans (Schauspieler) (Douglas Evans; 1904–1968), US-amerikanischer Schauspieler
- Doug Evans (Eishockeyspieler) (Douglas Thomas Evans; * 1963), kanadischer Eishockeyspieler
- Doug Evans (Footballspieler) (Douglas Edwards Evans; * 1970), US-amerikanischer American-Football-Spieler
- Dwayne Evans (Leichtathlet) (* 1958), US-amerikanischer Sprinter
- Dwayne Evans (Basketballspieler) (* 1992), US-amerikanischer Basketballspieler
- Dwight Evans (Baseballspieler) (* 1951), US-amerikanischer Baseballspieler
- Dwight Evans (Politiker) (* 1954), US-amerikanischer Politiker

### E
- E. Everett Evans (Edgar Everett Evans; 1893–1958), US-amerikanischer Schriftsteller
- Eddie Evans (* 1964), kanadischer Rugby-Union-Spieler
- Edgar Evans (Polarforscher) (1876–1912), walisischer Polarforscher
- Edgar Evans (Sänger) (1912–2007), walisischer Opernsänger (Tenor)
- Edith Evans (1888–1976), britische Schauspielerin
- Edith Corse Evans (1875–1912), US-amerikanische Society-Angehörige
- Edward Evans, 1. Baron Mountevans (1880–1957), britischer Marineoffizier und Polarforscher
- Edward Evans, 3. Baron Mountevans (1943–2014), britischer Politiker
- Edward E. Evans-Pritchard (1902–1973), britischer Sozialanthropologe
- Edwin Evans (Cricketspieler) (1849–1921), australischer Cricketspieler
- Edwin Evans (Künstler) (1860–1949), US-amerikanischer Maler
- Elfyn Evans (* 1988), walisischer Rallyefahrer
- Eli Evans (1805–1882), deutscher Unternehmer und Politiker
- Elizabeth Glendower Evans (1856–1937), US-amerikanische Gesellschaftsreformerin
- Elle Evans (* 1989), US-amerikanisches Model und Schauspielerin
- Emyr Evans (* 1996), walisischer Squashspieler
- Eric Evans (Rugbyspieler) (1921–1991), englischer Rugby-Union-Spieler
- Eric Evans (Kanute) (* 1950), US-amerikanischer Kanute
- Estelle Evans (1906–1985), US-amerikanische Schauspielerin
- Evan Evans (Dichter) (1731–1788/1789), walisischer Geistlicher, Kritiker und Dichter
- Evan Evans (Unternehmer) (1765–1844), britischer Maschinenbauer und Unternehmer

### F
- Faith Evans (* 1973), US-amerikanische Sängerin und Schauspielerin
- Falkner Evans (* 1953), US-amerikanischer Jazzmusiker
- Fola Evans-Akingbola, britische Schauspielerin und Model
- Francis Evans (1897–1983), britischer Diplomat
- Frank Evans (General) (1876–1941), US-amerikanischer Marinegeneral
- Frank Evans (Schauspieler), US-amerikanischer Schauspieler
- Frank Evans (Musiker) (* um 1940), US-amerikanischer Musiker
- Frank Evans (Eishockeyspieler) (* 1971), kanadischer Eishockeyspieler
- Frank E. Evans (1923–2010), US-amerikanischer Politiker
- Frazer Evans (* um 1955), nordirischer Badmintonspieler
- Fred Evans (Mobster) († 1959), amerikanischer Mobster
- Fred Evans (Schauspieler), britischer Schauspieler
- Fred Evans (Footballspieler) (* 1983), amerikanischer American-Football-Spieler
- Fred Evans (Boxer) (* 1991), britischer Boxer
- Frederick H. Evans (1853–1943), britischer Fotograf
- Frederick Pryce Evans (1874–1959), britisch-australischer Kapitän

### G
- G. Blakemore Evans (Gwynne Blakemore Evans; 1912–2005), US-amerikanischer Literaturwissenschaftler
- Gabe Evans (* 1986), US-amerikanischer Politiker
- Gareth Evans (Politiker) (* 1944), australischer Politiker
- Gareth Evans (Philosoph) (1946–1980), britischer Philosoph
- Gareth Evans (Rennfahrer) (* 1959), britischer Automobilrennfahrer
- Gareth Evans (Fußballspieler, 1967) (* 1967), englischer Fußballspieler
- Gareth Evans (Regisseur) (* 1980), walisischer Regisseur, Drehbuchautor und Filmeditor
- Gareth Evans (Fußballspieler, 1981) (* 1981), englischer Fußballspieler
- Gareth Evans (Fußballspieler, 1987) (* 1987), walisischer Fußballspieler
- Gareth Evans (Fußballspieler, 1988) (* 1988), englischer Fußballspieler
- Garth Evans (* 1934), britischer Plastiker und Hochschullehrer
- Gayon Evans (* 1990), jamaikanische Leichtathletin
- Gene Evans (1922–1998), US-amerikanischer Schauspieler
- Geoff Evans (* 1950), englischer Rugby-Union-Spieler
- Geoffrey Evans († 2012), irischer Serienmörder
- Geoffrey Charles Evans (1901–1987), britischer Generalleutnant
- George Evans, 1. Baron Carbery (um 1680–1749), irischer Politiker
- George Evans (Politiker) (1797–1867), US-amerikanischer Politiker
- George Evans (Fußballspieler, 1864) (1864–1947), englischer Fußballspieler
- George Evans (Musiker) (1870–1915), walisisch-US-amerikanischer Musiker, Songwriter und Entertainer
- George Evans (Comiczeichner) (1920–2001), US-amerikanischer Comiczeichner
- George Evans (Fußballspieler, 1935) (1935–2000), walisischer Fußballspieler
- George Evans (Rugbyspieler) (* 1941), australischer Rugby-League-Spieler
- George Evans (Basketballspieler) (* 1971), US-amerikanischer Basketballspieler
- George Evans (Fußballspieler, 1994) (* 1994), englischer Fußballspieler
- George Ewart Evans (1909–1988), walisischer Schriftsteller
- George Henry Evans (1805–1856), US-amerikanischer Sozialreformer und Zeitungsherausgeber
- George Roche Evans (1922–1985), US-amerikanischer Geistlicher, Weihbischof in Denver
- George William Evans (1780–1852), britischer Entdecker und Forschungsreisender
- Geraint Evans (1922–1992), walisischer Sänger (Bassbariton)
- Gerald Evans (* 1934), südafrikanischer Leichtathlet
- Gil Evans (1912–1988), kanadischer Jazzmusiker
- Gomer Edwin Evans (* 1947), walisischer Musiker und Komponist
- Greg Evans (Comiczeichner) (* 1947), US-amerikanischer Comiczeichner
- Greg Evans (Rennfahrer), britischer Endurosportler
- Griffith C. Evans (1887–1973), US-amerikanischer Mathematiker
- Griffith H. Evans (1835–1935), britischer Bakteriologe und Parasitologe
- Gruffydd Evans, Baron Evans of Claughton (1928–1992), britischer Adliger, Jurist und Politiker
- Guy Evans (* 1947), britischer Musiker
- Gwyn Evans (* 1957), walisischer Rugby-Union-Spieler
- Gwyndaf Evans (* 1959), walisischer Rallyefahrer
- Gwynfor Evans (1912–2005), walisischer Politiker
- Gwynne Evans (1880–1965), US-amerikanischer Schwimmer, Wasserballspieler und Leichtathlet

### H
- H. Clay Evans (Henry Clay Evans; 1843–1921), US-amerikanischer Politiker
- Hal Evans (1906–1998), britischer Komponist, Pianist und Dirigent
- Harold Evans (1928–2020), britisch-US-amerikanischer Journalist und Schriftsteller
- Heath Evans (* 1978), US-amerikanischer American-Football-Spieler
- Henry Clay Evans (1843–1921), US-amerikanischer Politiker, siehe H. Clay Evans
- Henry H. Evans (1836–1917), US-amerikanischer Politiker
- Herbert M. Evans (1882–1971), US-amerikanischer Anatom und Endokrinologe
- Herschel Evans (1909–1939), US-amerikanischer Jazzmusiker
- Hilary Evans (1929–2011), britischer Bildarchivar, Parapsychologe und Autor
- Hiram Kinsman Evans (1863–1941), US-amerikanischer Politiker
- Howard Evans (Journalist) (1839–1915), britischer Journalist
- Howard Evans (Musiker) (1944–2006), britischer Trompeter, Komponist und Arrangeur
- Howard Edward Evans (* 1922), US-amerikanischer Tiermediziner
- Howard Ensign Evans (1919–2002), US-amerikanischer Entomologe
- Howard T. Evans (Howard Tasker Evans Jr.; 1920–2000), US-amerikanischer Mineraloge
- Hugh Evans (Schiedsrichter) (1940–2022), US-amerikanischer Basketballschiedsrichter und -spieler
- Hugh Evans (Schriftsteller) (1854–1934), walisischer Autor und Verleger
- Hugh Evans (Humanist) (* 1983), australischer Humanist

### I
- Iain Evans (* 1959), australischer Politiker (South Australia)
- Ian Evans (* 1984), walisischer Rugby-Union-Spieler
- Ieuan Evans (* 1964), walisischer Rugby-Union-Spieler
- Ifor Evans, Baron Evans of Hungershall (1899–1982), britischer Literaturhistoriker, Literaturwissenschaftler und Hochschullehrer
- Ieshia Evans, US-amerikanische Krankenschwester und Bürgerrechtlerin
- Illtyd Buller Pole-Evans (1879–1968), walisischer Botaniker
- Indiana Evans (* 1990), australische Schauspielerin
- Isaac Newton Evans (1827–1901), US-amerikanischer Politiker
- Ivor Hugh Norman Evans (1886–1957), britischer Ethnologe

### J
- J. Brian Evans (James Brian Evans; * 1946), US-amerikanischer Geophysiker
- Jack Evans (Fußballspieler, 1889) (John Hugh Evans; 1889–1971), walisischer Fußballspieler
- Jack Evans (Fußballspieler, 1900) (John Evans; 1900–??), englischer Fußballspieler
- Jack Evans (Fußballspieler, 1903) (John Evans; 1903–1989), walisischer Fußballspieler
- Jack Evans (Fußballspieler, 1926) (John Joseph Evans; 1926–2012), englischer Fußballspieler
- Jack Evans (Eishockeyspieler) (William John Trevor Evans; 1928–1996), kanadischer Eishockeyspieler
- Jack Evans (Politiker) (1928–2009), australischer Politiker
- Jack Evans (Fußballspieler, 1993) (Jack Peter Evans; * 1993), englischer Fußballspieler
- Jack Evans (Fußballspieler, 1998) (Jack Marcus Evans; * 1998), walisischer Fußballspieler
- Jacqueline Evans (Schauspielerin) (1914–1989), mexikanische Schauspielerin
- Jacqueline Evans (* 1971), cookische Meeresökologin
- Jahri Evans (* 1983), US-amerikanischer American-Football-Spieler
- Jai Evans (1980/81–2024), australischer Schauspieler und Unternehmer
- Jake Evans (Baseballspieler) (1856–1907), US-amerikanischer Baseballspieler
- Jake Evans (Eishockeyspieler) (* 1996), kanadischer Eishockeyspieler
- Jake Evans (Fußballspieler, 1998) (* 1998), englischer Fußballspieler
- Jake Evans (Fußballspieler, 2008) (* 2008), englischer Fußballspieler
- Jake Evans (Musiker), britischer Musiker
- Jake Evans (Mörder), Mörder aus Texas
- James Evans (Missionar) (1801–1846), britisch-kanadischer Missionar, Pastor und Linguist
- James Evans (Physiker) (* 1948), US-amerikanischer Physiker und Wissenschaftshistoriker
- James Evans (Leichtathlet) (* 1954), britischer Sprinter
- James La Fayette Evans (1825–1903), US-amerikanischer Politiker
- Janet Evans (* 1971), US-amerikanische Schwimmerin
- Jaxon Evans (* 1996), neuseeländischer Autorennfahrer
- Jay Thomas Evans (1931–2008), US-amerikanischer Ringer
- Jeanne Evans (1924–2012), US-amerikanische Schauspielerin
- Jeffrey Evans, 4. Baron Mountevans (* 1948), britischer Adliger, Schiffsmakler und Politiker
- Jennifer Evans-van der Harten (* 1980), niederländische Musikerin
- Jennifer V. Evans (* 1970), kanadische Hochschullehrerin für moderne europäische Geschichte
- Jenny Evans (* 1954), britische Sängerin
- Jeremy Evans (* 1987), US-amerikanischer Basketballspieler
- Jerod Evans (* 1994), US-amerikanischer American-Football-Spieler
- Jerry Evans (* 1968), US-amerikanischer American-Football-Spieler
- Jesse Evans (1853–??), US-amerikanischer Cowboy
- Jessie B. Evans, US-amerikanischer Schauspieler, Filmproduzent, Filmregisseur und Drehbuchautor
- Jill Evans (* 1959), britische Politikerin
- Jimmy Evans (1936–2011), US-amerikanischer Musiker
- Joan Evans (1934–2023), US-amerikanische Schauspielerin
- Joe Evans  (1916–2014), US-amerikanischer Musiker und Produzent
- John Evans (Pirat) († um 1723), britischer Seeräuber
- John Evans (Entdecker) (1770–1799), walisischer Entdecker
- John Evans (Politiker) (1814–1897), US-amerikanischer Politiker
- John Evans (Archäologe) (1823–1908), britischer Archäologe
- John Evans (Fußballspieler, 1922) (1922–1956), walisischer Fußballspieler
- John Evans (Fußballspieler, 1929) (1929–1999), englischer Fußballspieler
- John Evans, Baron Evans of Parkside (1930–2016), britischer Politiker
- John Evans (Fußballspieler, 1932) (1932–2009), englischer Fußballspieler
- John Evans (Maler) (* 1932), US-amerikanischer Maler
- John Evans (Fußballspieler, 1937) (* 1937), walisischer Fußballspieler
- John Evans (Fußballspieler, 1941) (* 1941), englischer Fußballspieler
- John Evans (Fußballspieler, 1947) (* 1947), englischer Fußballspieler
- John Evans (Tricktechniker), amerikanischer Spezialeffekte-Künstler
- John Davies Evans (1925–2011), britischer Archäologe
- John Gary Evans (1863–1942), US-amerikanischer Politiker
- John Gwynne Evans (1941–2005), britischer Archäologe und Zoologe
- John M. Evans (1863–1946), US-amerikanischer Politiker
- John P. Evans, Bergsteiger
- John V. Evans (1925–2014), US-amerikanischer Politiker
- John William Evans (Politiker) (1855–1943), australischer Politiker
- John William Evans (Biologe) (1906–1990), australischer Insektenkundler
- Johnny Evans (John David Evans; 1938–2004), englischer Fußballspieler
- Jonathan Evans (Politiker) (* 1950), walisischer Politiker (Conservative Party)
- Jonathan Evans, Baron Evans of Weardale (* 1958), britischer Nachrichtendienstmitarbeiter und Politiker
- Jonathan Evans (Rugbyspieler) (* 1992), walisischer Rugby-Union-Spieler
- Jonathan Evans-Jones, walisischer Violinist
- Jonathan Duane Evans (* 1954), US-amerikanischer Literaturhistoriker
- Jonny Evans (Jonathan Grant Evans; * 1988), nordirischer Fußballspieler
- Josh Evans (Schauspieler, 1971) (Joshua Evans; * 1971), US-amerikanischer Schauspieler, Drehbuchautor, Regisseur und Produzent
- Josh Evans (Schauspieler, II), US-amerikanischer Schauspieler, Drehbuchautor, Regisseur und Produzent
- Josh Evans (Trompeter) (* um 1985), US-amerikanischer Jazztrompeter
- Josh Ryan Evans (1982–2002), US-amerikanischer Schauspieler
- Joshua Evans (1777–1846), US-amerikanischer Politiker
- Joshua Sinclair-Evans (* 1995), britischer Schauspieler
- Josiah J. Evans (1786–1858), US-amerikanischer Politiker
- Judi Evans (* 1964), US-amerikanische Schauspielerin
- Judith Dim Evans (1932–2020), US-amerikanische Holocaust-Überlebende und Zeitzeugin

### K
- Karin Evans (1907–2004), deutsche Schauspielerin
- Kate Evans, britische Filmeditorin
- Kate Williams Evans (1866–1961), walisisch-britische Suffragette
- Kellylee Evans (* 1975), kanadische Sängerin und Songwriterin
- Kenneth A. Evans (1898–1970), US-amerikanischer Politiker
- Kevin Evans (Eishockeyspieler) (* 1965), kanadischer Eishockeyspieler und -trainer
- Kevin Evans (Radsportler) (* 1978), südafrikanischer Radsportler
- Kris Evans (* 1986), ungarischer Pornodarsteller und Model

### L
- Lacey Evans (* 1990), US-amerikanische Wrestlerin
- Laming Worthington-Evans (1868–1931), britischer Rechtsanwalt und Politiker
- Lane Evans (1951–2014), US-amerikanischer Politiker (Demokratische Partei)
- Larry Evans (1932–2010), US-amerikanischer Schachspieler, -autor und -journalist
- Laura Evans, US-amerikanische Kunsthistorikerin
- Lawrence B. Evans (Lawrence Boyd Evans; 1870–1928), US-amerikanischer Jurist
- Lawrence C. Evans (Lawrence Craig Evans; * 1949), US-amerikanischer Mathematiker
- Lawrence Watt-Evans (* 1954), US-amerikanischer Schriftsteller
- Lee Evans (Leichtathlet) (1947–2021), US-amerikanischer Leichtathlet
- Lee Evans (Komiker) (* 1964), britischer Komiker
- Lee Evans (Footballspieler) (* 1981), US-amerikanischer American-Football-Spieler
- Lee Evans (Dartspieler) (* 1988), englischer Dartspieler
- Lee Evans (Fußballspieler) (* 1994), walisischer Fußballspieler
- Lee Evans (Musiker) (1933–2023), US-amerikanischer Musiker und Arrangeur
- Lemuel D. Evans (1810–1877), US-amerikanischer Politiker
- Len Evans (1930–2006), australischer Publizist
- Liam Evans (* 1997), bermudischer Fußballspieler
- Linda Evans (* 1942), US-amerikanische Schauspielerin
- Lindley Evans (1895–1982), australischer Pianist, Komponist und Musikpädagoge
- Lisa Evans (* 1992), schottische Fußballspielerin
- Lope Haydn Evans, spanischer Schauspieler
- Lowri Evans, britische Beamtin
- Luke Evans (* 1979), britischer Schauspieler und Sänger
- Luther H. Evans (1902–1981), US-amerikanischer Politikwissenschaftler
- Lyn Evans (* 1945), britischer Physiker
- Lynden Evans (1858–1926), US-amerikanischer Politiker

### M
- M. M. Evans (Marion McKay Evans; 1850–1911), US-amerikanischer Politiker
- M. Stanton Evans (Medford Stanton Evans; 1934–2015), US-amerikanischer Journalist und Autor
- Maddy Evans (* 1991), US-amerikanische Fußballspielerin
- Madge Evans (1909–1981), US-amerikanische Schauspielerin
- Mal Evans (1935–1976), britischer Musikmanager
- Malcolm Evans (* 1944), britischer Spieleentwickler
- Marc Evans (Regisseur) (* 1963), britischer Film- und Fernsehregisseur
- Marc Evans (Filmproduzent), US-amerikanischer Filmproduzent
- Marcellus H. Evans (1884–1953), US-amerikanischer Politiker
- Marcus S. Evans (* 1970), US-amerikanischer Generalmajor
- Margie Evans (1939–2021), US-amerikanische Sängerin
- Mark Evans (* 1956), australischer Musiker
- Mark Evans (Ruderer) (* 1957), kanadischer Ruderer
- Mark Evans (Schauspieler) (* 1985), britischer Schauspieler, Filmregisseur, Sänger, Tänzer, Choreograf
- Mark Evans (Moderator), britischer Tiermediziner, Autor und Fernsehmoderator
- Mark Evans (Snookerspieler), englischer Snookerspieler
- Marlanna Evans, eigentlicher Name von Rapsody (* 1983), US-amerikanische Rapperin
- Marion Evans (1926–2024), US-amerikanischer Arrangeur, Orchesterleiter und Komponist
- Martin Evans (* 1941), britischer Genetiker
- Martyn Evans (* 1953), australischer Politiker, Abgeordneter des Repräsentantenhauses und des South Australian Legislative Assembly
- Mary Evans (1936–2010), britische Bildarchivarin
- Matt Evans (Filmeditor) (* 1977), US-amerikanischer Filmeditor
- Matt Evans (Drehbuchautor), britischer Drehbuchautor
- Matt Evans (Schauspieler, 1986) (* 1986), philippinischer Schauspieler
- Matt Evans (Rugbyspieler) (* 1988), kanadischer Rugby-Union-Spieler
- Matt Evans (Schauspieler, 1996) (* 1996), australischer Schauspieler
- Matt Evans (Fußballspieler) (Matthew Dominic Evans Wolff, * 2006), US-amerikanisch-guatemaltekischer Fußballspieler
- Matthew Evans, Baron Evans of Temple Guiting (1941–2016), britischer Politiker (Labour Party)
- Matthew Evans (Philosophiehistoriker), US-amerikanischer Philosophiehistoriker
- Matthew J. Evans (Physiker), US-amerikanischer Physiker
- Matthew J. Evans (Schauspieler) (* 1996), US-amerikanischer Schauspieler, Regisseur und Produzent
- Maureen Evans (* 1940), britische Sängerin
- Maurice Evans (1901–1989), britischer Schauspieler
- Maurice Evans (Fußballspieler) (1936–2000), englischer Fußballspieler und -trainer
- Maurice Evans (Basketballspieler) (* 1978), US-amerikanischer Basketballspieler
- Maurice Smethurst Evans (1854–1920), britisch-südafrikanischer Botaniker
- Max Evans (* 1983), schottischer Rugby-Union-Spieler
- Maxine Evans (* 1959), australische Badmintonspielerin
- Melvin H. Evans (1917–1984), US-amerikanischer Politiker
- Meredith Gwynne Evans (1904–1952), britischer Chemiker
- Meredydd Evans (1919–2015), britischer Fernsehproduzent
- Merlyn Oliver Evans (1910–1973), walisischer Maler und Grafiker
- Michael Evans (Schauspieler, 1920) (1920–2007), britischer Schauspieler
- Michael Evans (Ruderer) (* 1957), kanadischer Ruderer
- Michael Evans (Musiker) (1957–2021), amerikanischer Jazz- und Improvisationsmusiker
- Michael Evans (Wasserballspieler) (Michael Scott Evans, * 1960), US-amerikanischer Wasserballspieler
- Michael Evans (Schauspieler, 1971) (* 1971),  deutsch-US-amerikanischer Schauspieler und Model
- Michael Charles Evans (1951–2011), britischer Theologe und Geistlicher, Bischof von East Anglia
- Mike Evans (Journalist) (Michael George Evans; * 1941), US-amerikanischer Musikjournalist
- Mike Evans (Rennfahrer), britischer Motorradrennfahrer
- Mike Evans (Footballspieler, 1946) (* 1946), US-amerikanischer American-Football-Spieler (Offensive Line, Philadelphia Eagles)
- Mike Evans (Schauspieler) (1949–2006), US-amerikanischer Schauspieler
- Mike Evans (Basketballspieler) (Michael Leeroyall Evans; * 1955), US-amerikanischer Basketballspieler
- Mike Evans (Footballspieler, 1967) (* 1967), US-amerikanischer American-Football-Spieler (Defensive Tackle, Kansas City Chiefs)
- Mike Evans (Unternehmer), US-amerikanischer Unternehmer, Mitgründer von Grubhub
- Mike Evans (Footballspieler, 1993) (Michael Lynn Evans III; * 1993), US-amerikanischer American-Football-Spieler (Wide Receiver, Tampa Bay Buccaneers)
- Miles Evans (Jazzmusiker) (Miles Ian Gilmore Evans; * 1965), US-amerikanischer Jazzmusiker
- Miles Evans (Beachvolleyballspieler) (* 1989), US-amerikanischer Beachvolleyballspieler
- Minnie Evans (1892–1987), afroamerikanische Künstlerin
- Mitch Evans (Mitchell Evans; * 1994), neuseeländischer Automobilrennfahrer
- Mitchell Evans (Rennfahrer, 1998) (* 1998), australischer Motocrossfahrer
- Mitchell Evans (Footballspieler) (* 2003), US-amerikanischer Footballspieler (Tight End)
- Monica Evans (* 1940), britische Schauspielerin
- Muriel Evans (1910/1911–2000), US-amerikanische Schauspielerin

### N
- Nancy Evans (Tischtennisspielerin) (1903–1998), walisische Tischtennisspielerin und -funktionärin
- Nancy Evans (Schauspielerin) (1910–1963), US-amerikanische Schauspielerin
- Nancy Evans (Sängerin) (1915–2000), britische Opernsängerin (Mezzosopran)
- Nancy Evans (Softballspielerin) (* 1975), US-amerikanische Softballspielerin und -trainerin
- Natalie Evans, Baroness Evans of Bowes Park (* 1975), britische Politikerin (Conservative Party)
- Nathan Evans (Politiker) (1804–1879), US-amerikanischer Kongressabgeordneter
- Nathan Evans (Sänger) (* 1994), schottischer Sänger
- Nathan George Evans (1824–1868), US-amerikanischer Konföderiertengeneral
- Neah Evans (* 1990), schottische Radrennfahrerin
- Nicholas Evans (Maler) (1907–2004), britischer Maler
- Nicholas Evans (Autor) (1950–2022), englischer Journalist und Schriftsteller
- Nicholas Evans (Sprachwissenschaftler) (* 1956), australischer Sprachwissenschaftler und Hochschullehrer
- Nick Evans (Musiker) (* 1947), britischer Jazzmusiker
- Nick Evans (Rugbyspieler) (* 1980), neuseeländischer Rugbyspieler
- Nigel Evans (* 1957), britischer Politiker
- Nora Helene Evans (* 2008), norwegische Nordische Kombiniererin

### O
- Oliver Evans (1755–1819), US-amerikanischer Erfinder
- Orrin Evans (* 1975), US-amerikanischer Pianist

### P
- Paul Evans (Designer) (1931–1987), US-amerikanischer Goldschmied, Bildhauer und Möbeldesigner
- Paul Evans (Musiker) (* 1938), US-amerikanischer Sänger und Songwriter
- Paul Evans (Eishockeyspieler, 1954) (John Paul Evans; * 1954), kanadischer Eishockeyspieler
- Paul Evans (Eishockeyspieler, 1955) (Paul Edward Vincent Evans; * 1955), kanadischer Eishockeyspieler
- Paul Evans (Leichtathlet) (* 1961), britischer Langstreckenläufer
- Paul Evans (Fußballspieler, 1973) (* 1973), südafrikanischer Fußballspieler
- Paul Evans (Fußballspieler, 1974) (* 1974), walisischer Fußballspieler
- Peggy Evans († 2015), britische Schauspielerin
- Peter Evans (Restaurator) (* 1926), britischer Restaurator
- Peter Evans (Segler), neuseeländischer Segler
- Peter Evans (Schwimmer) (* 1961), australischer Schwimmer
- Peter Evans (Trompeter) (* 1981), US-amerikanischer Musiker
- Peter Evans (Musikwissenschaftler) (1929–2018), englischer Musikwissenschaftler
- Peter Evans (Pokerspieler), englischer Pokerspieler
- Peter Darvill-Evans (* 1954), britischer Schriftsteller und Herausgeber
- Peter B. Evans (* 1944), US-amerikanischer Politikwissenschaftler und Soziologe
- Posie Graeme-Evans (eigentlich Rosemary Graeme-Evans; * um 1952), britische Schriftstellerin, Drehbuchautorin und Produzentin

### R
- Ralph Evans (Fußballspieler) (1915–1996), englischer Fußballspieler
- Ralph Evans (Segler) (1924–2000), US-amerikanischer Segler
- Ralph Evans (Boxer) (* 1953), britischer Boxer
- Rashad Evans (* 1979), US-amerikanischer Mixed-Martial-Arts-Kämpfer
- Ray Evans (1915–2007), US-amerikanischer Songwriter
- Ray Evans (Footballspieler) (1922–1999), US-amerikanischer American-Football-Spieler
- Ray Evans (Fußballspieler, 1927) (1927–2010), englischer Fußballspieler
- Ray Evans (Fußballspieler, 1929) (1929–2005), englischer Fußballspieler
- Ray Evans (Fußballspieler, 1933) (1933–2009), englischer Fußballspieler
- Ray Evans (Fußballspieler, 1949) (* 1949), englischer Fußballspieler
- Raymond Evans (Hockeyspieler) (1939–1974), australischer Hockeyspieler
- Reanne Evans (* 1985), englische Snookerspielerin
- Rebecca Evans (* 1976), walisische Politikerin
- Reggie Evans (* 1980), US-amerikanischer Basketballspieler
- Richard Evans (Diplomat) (1928–2012), britischer Diplomat
- Richard Evans (Journalist) (* 1939), britischer Sportjournalist (Tennis) und Autor
- Richard Evans (Musiker) (1932–2014), US-amerikanischer Musiker
- Richard J. Evans (* 1947), britischer Historiker
- Richard Paul Evans (* 1962), US-amerikanischer Schriftsteller
- Rick Evans (Richard S. Evans; 1943–2018), US-amerikanischer Musiker
- Ricky Evans (Rugbyspieler) (Richard Lloyd Evans; * 1960), walisischer Rugby-Union-Spieler
- Ricky Evans (Dartspieler) (Richard Ian Evans; * 1990), englischer Dartspieler
- Rik Evans (* 1954), britischer Radrennfahrer
- Robert Evans (Filmproduzent) (1930–2019), US-amerikanischer Filmproduzent
- Robert Evans (Astronom) (1937–2022), australischer Geistlicher und Astronom
- Robert Evans (Schiedsrichter) (1939–2016), englisch-US-amerikanischer Fußballschiedsrichter
- Robert Evans (Historiker) (* 1943), britischer Historiker
- Robert Evans (Physiker) (* 1946), britischer Physiker
- Robert Evans (Politiker) (* 1956), britischer Politiker
- Robert Evans (Journalist) (* 1988), US-amerikanischer Journalist und Podcaster
- Robert Charles Evans (* 1947), US-amerikanischer Geistlicher, Weihbischof in Providence
- Robert E. Evans (1856–1925), US-amerikanischer Politiker
- Robert G. Evans (* 1942), kanadischer Gesundheitsökonom
- Robin Evans, US-amerikanische Schauspielerin
- Robley D. Evans (Admiral) (Robley Dunglison Evans; 1846–1912), US-amerikanischer Admiral
- Robley D. Evans (Physiker) (Robley Dunglison Evans; 1907–1995), US-amerikanischer Physiker
- Rod Evans (* 1947), britischer Rocksänger
- Roderick Evans (1934–2016), walisischer Rugby-Union-Spieler
- Ronald B. Evans (1939–2007), australischer Australian-Football-Spieler und -Funktionär
- Ronald Ellwin Evans (1933–1990), US-amerikanischer Astronaut
- Ronald M. Evans (* 1949), US-amerikanischer Biologe
- Roy Evans (Musiker), US-amerikanischer Sänger, Schlagzeuger und Pianist
- Roy Evans (Tischtennisfunktionär) (1909–1998), walisischer Tischtennisspieler und -funktionär
- Roy Evans (Rennfahrer), nordirischer Motorradrennfahrer
- Roy Evans (Fußballspieler, 1929) (* 1929), englischer Fußballspieler
- Roy Evans (Fußballspieler, 1943) (1943–1969), walisischer Fußballspieler
- Roy Evans (Fußballspieler, 1948) (* 1948), englischer Fußballspieler und -trainer
- Rupert Evans (* 1976/1977), britischer Schauspieler

### S
- Sara Evans (* 1971), US-amerikanische Countrysängerin
- Scott Evans (Musiker, I), US-amerikanischer Countrymusiker und Radiomoderator
- Scott Evans (Musiker, II), Perkussionist
- Scott Evans (Schauspieler, I), Schauspieler
- Scott Evans (Schauspieler, 1983) (* 1983), US-amerikanischer Schauspieler
- Scott Evans (Badminton) (* 1987), irischer Badmintonspieler
- Scott F. Evans, US-amerikanischer Schauspieler und Filmemacher
- Sean Evans (* 1986), US-amerikanischer Moderator und Produzent
- Shannon Evans (* 1994), US-amerikanisch-guineischer Basketballspieler
- Shaun Evans (Schauspieler) (* 1980), britischer Schauspieler und Fernsehregisseur
- Shaun Evans (Schiedsrichter) (* 1987), australischer Fußballschiedsrichter
- Shawn Evans (* 1995), lucianischer Fußballspieler
- Sian Evans (* 1971), britische Sängerin
- Snowy Evans (1891–1925), australischer Soldat
- Sonia Evans (* 1971), britische Sängerin, siehe  Sonia (Sängerin)
- Sophie Evans (* 1976), ungarische Pornodarstellerin
- Stephen Evans (Filmproduzent) (* 1946), britischer Filmproduzent
- Stephen Evans (Diplomat) (* 1950), britischer Diplomat
- Stephen Evans (Ruderer) (* 1962), australischer Ruderer
- Stephen Evans (Filmeditor), britischer Filmeditor
- Stephen Evans (Ingenieur), Ingenieur
- Stephen Evans (Fußballspieler) (* 1980), walisischer Fußballspieler
- Stephen Evans (Hudson Bay) auch Stephen Evance Gouverneur der Hudson Bay Company 1692–1696
- Steve Evans (Baseballspieler) (Louis Richard Evans, 1885–1943), US-amerikanischer Baseballspieler
- Steve Evans (Rugbyspieler) (1958–2017), englischer Rugby-League-Spieler
- Steve Evans (Fußballspieler, 1962) (* 1962), schottischer Fußballspieler und -trainer
- Steve Evans (Hockeyspieler) (Steven Evans, * 1976), südafrikanischer Hockeyspieler
- Steve Evans (Fußballspieler, 1979) (* 1979), walisischer Fußballspieler
- Steve Evans (Dartspieler) (Stephen Evans, * 1972), walisischer Dartspieler
- Sticks Evans (1923–1994), US-amerikanischer Musiker
- Stuart Evans (* 1963), walisischer Rugby-Union-Spieler
- Stuart Lewis-Evans (1930–1958), britischer Automobilrennfahrer
- Stump Evans (1904–1928), US-amerikanischer Jazzmusiker
- Sue Evans (* 1951), US-amerikanische Percussionistin
- Susan E. Evans, britische Paläontologin und Zoologin
- Sydney Evans (1881–1927), britischer Boxer

### T
- T. Cooper Evans (Thomas Cooper Evans; 1924–2005), US-amerikanischer Politiker
- Tania Evans (* 1967), britische Sängerin
- Terry Evans (Ringer) (Terrance John Evans ; * 1911), kanadischer Ringer
- Terry Evans (Musiker) (1937–2018), US-amerikanischer Sänger
- Terry Evans (Fußballspieler, 1965) (* 1965), englischer Fußballspieler und -trainer
- Terry Evans (Fußballspieler, 1976) (* 1976), walisischer Fußballspieler
- Terry Evans (Baseballspieler) (* 1982), US-amerikanischer Baseballspieler
- Tesni Evans (* 1992), walisische Squashspielerin
- Thomas Evans (Politiker) († 1815), US-amerikanischer Politiker
- Thomas Evans (Leichtathlet) (* 1992), britischer Ultramarathonläufer
- Thomas B. Evans (* 1931), US-amerikanischer Politiker
- Thomas W. Evans (1823–1897), US-amerikanischer Zahnarzt
- Tiffany Evans (* 1992), US-amerikanische Sängerin
- Timothy Evans (1924–1950), britisches Justizopfer
- Tom Evans (1947–1983), britischer Musiker und Songschreiber der Band Badfinger
- Tom Evans (* 1968), kanadischer Triathlet
- Tommy Evans (* 1973), irischer Radrennfahrer
- Tomos Gwynfryn-Evans, walisischer Schauspieler
- Tony Evans (Prediger) (* 1949), US-amerikanischer Prediger
- Tony Evans (Fußballspieler, 1954) (* 1954), englischer Fußballspieler
- Tony Evans (Fußballspieler, 1960) (* 1960), englischer Fußballspieler
- Tracy Evans (* 1967), US-amerikanische Freestyle-Skierin
- Trefor Evans (1913–1974), britischer Diplomat, Politikwissenschaftler und Hochschullehrer
- Trevor Evans (* 1981), australischer Politiker
- Troy Evans (Schauspieler) (* 1948), US-amerikanischer Schauspieler
- Troy Evans (Footballspieler) (* 1977), US-amerikanischer American-Football-Spieler
- Tyreke Evans (* 1989), US-amerikanischer Basketballspieler

### U
- Ulick Richardson Evans (1889–1980), britischer Chemiker und Metallurg

### W
- Wainwright Evans (1883–nach 1957), US-amerikanischer Journalist und Autor
- Waldo A. Evans (1869–1936), US-amerikanischer Marineoffizier
- Walker Evans (1903–1975), US-amerikanischer Fotograf
- Walter Evans (Politiker) (1842–1923), US-amerikanischer Politiker
- Walter Evans (Fußballspieler) (1867–1897), walisischer Fußballspieler
- Walter Evans-Wentz (1878–1965), US-amerikanischer Anthropologe und Schriftsteller
- Walter Harrison Evans (1863–1941), US-amerikanischer Botaniker
- Walter Richard Evans (1920–1999), US-amerikanischer Regelungstechniker
- Warren Evans (um 1910–1959), US-amerikanischer Sänger
- Wayne Evans (Fußballspieler) (1971–2023), walisischer Fußballspieler
- Wayne Evans (Rugbyspieler, 1974) (* 1974), australischer Rugbyspieler
- Wayne Evans (Rugbyspieler, 1984) (* 1984), walisischer Rugbyspieler
- William Evans, Baron Energlyn (1912–1985), britischer Geologe
- William Evans (Filmtechniker), US-amerikanischer Techniker
- William Evans (Soziologe), US-amerikanischer Soziologe
- William Evans (Musiker) (* 1956), US-amerikanischer Funk- und Jazzmusiker
- William Best Evans (* 1932), US-amerikanischer Basketballspieler, siehe Billy Evans (Basketballspieler)
- William Davies Evans (1790–1872), walisischer Schachspieler
- William E. Evans (Politiker) (William Elmer Evans; 1877–1959), US-amerikanischer Politiker
- William E. Evans (Mediziner), US-amerikanischer Pharmakologe
- William Edgar Evans (1882–1963), schottischer Botaniker
- William Eugene Evans (1930–2010), US-amerikanischer Meeresbiologe
- William Harry Evans (1876–1956), britischer Insektenkundler
- William J. Evans (General) (1924–2000), US-amerikanischer General der Air Force
- William J. Evans (Chemiker), Chemiker und Hochschullehrer
- William John Evans (1929–1980), US-amerikanischer Jazzpianist, siehe Bill Evans (Pianist)

### Y
- Yannick Evans (* 1986), deutscher Basketballspieler

### Fiktive Figuren
- Soul Evans, Hauptfigur in Soul Eater, Manga von Atsushi Ōkubo (2003–2013)